# Liste des titres musicaux numéro un aux États-Unis en 2009
Cette page liste les titres musicaux ayant le plus de succès au cours de l'année 2009 aux États-Unis d'après le magazine Billboard.

## Historique

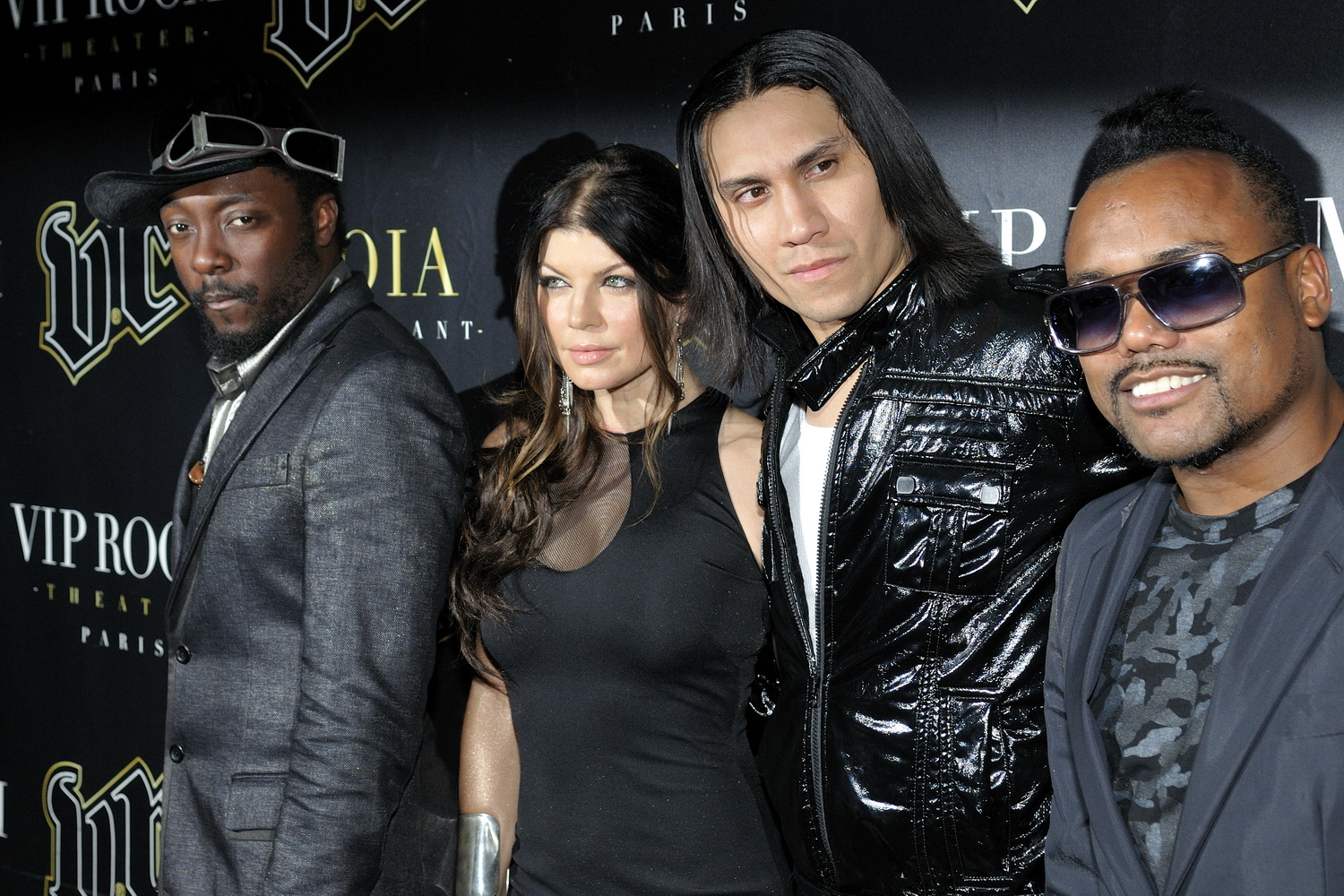
Les Black Eyed Peas sont restés 26 semaines consécutif numéro 1 au Billboard Hot 100 en 2009 avec les chansons Boom Boom Pow et I Gotta Feeling.

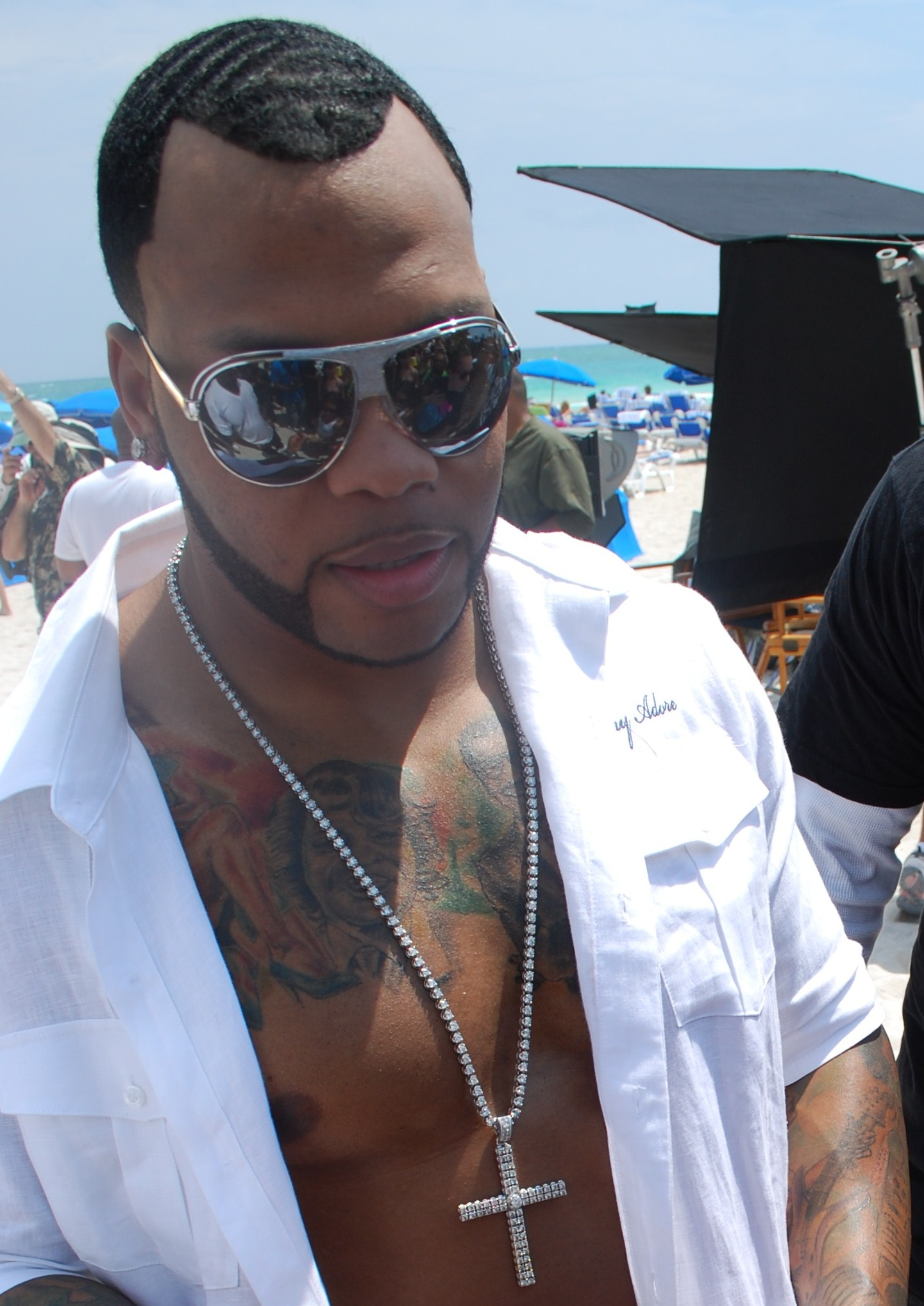
La chanson Right Round du chanteur Flo Rida est resté 6 semaines numéro 1 au Billboard Hot 100 en 2009.

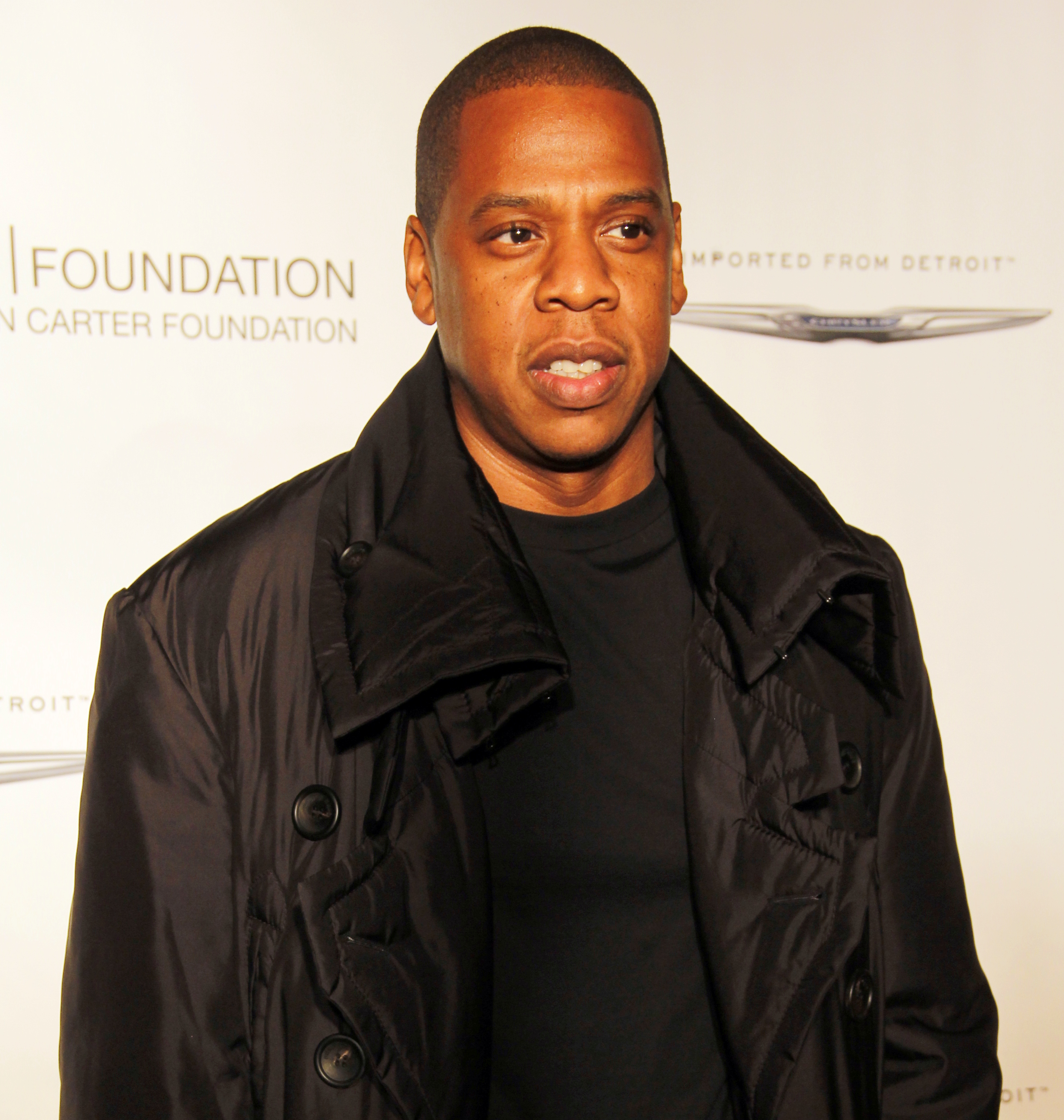
Le rappeur américain Jay-Z en collaboration avec la chanteuse Alicia Keys sont restés 5 semaines numéro 1 au Billboard Hot 100 avec la chanson Empire State of Mind.

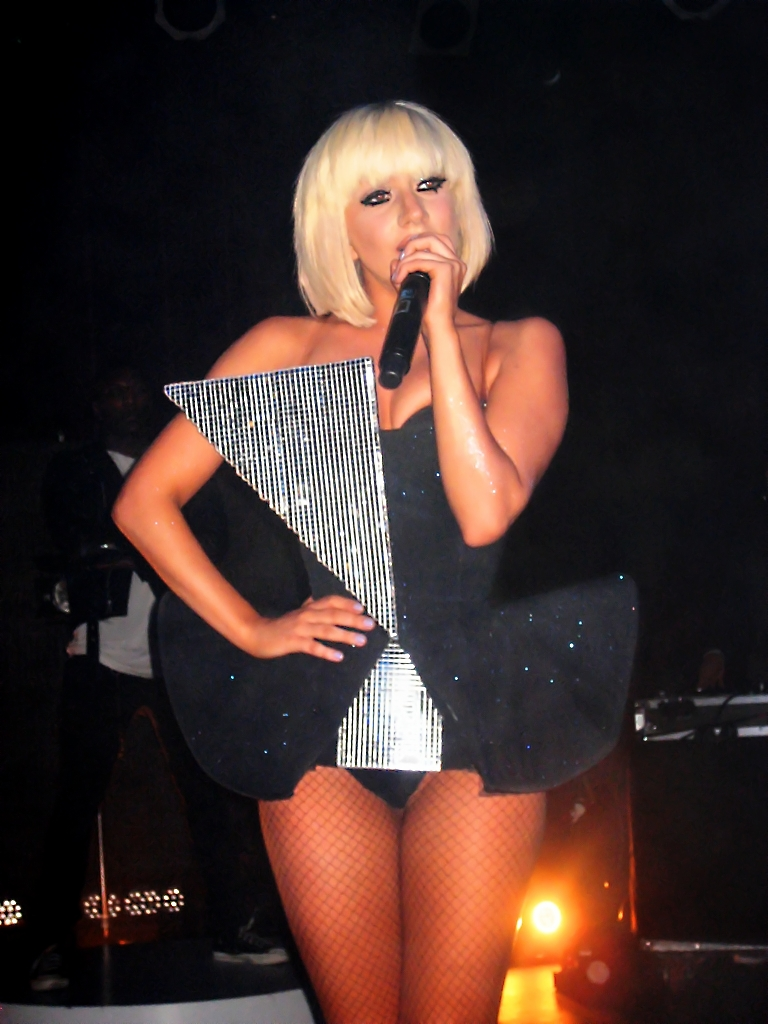
La chanteuse Lady Gaga est resté 4 semaines numéro 1 au Billboard Hot 100 en 2009 avec les chansons Just Dance et Poker Face.

| Date         | Artiste(s)                        | Titre                            | Référence |
| ------------ | --------------------------------- | -------------------------------- | --------- |
| 3 janvier    | Beyoncé                           | Single Ladies (Put a Ring on It) | [ 1 ]     |
| 10 janvier   | Beyoncé                           | Single Ladies (Put a Ring on It) | [ 2 ]     |
| 17 janvier   | Lady Gaga featuring Colby O'Donis | Just Dance                       | [ 3 ]     |
| 24 janvier   | Lady Gaga featuring Colby O'Donis | Just Dance                       | [ 4 ]     |
| 31 janvier   | Lady Gaga featuring Colby O'Donis | Just Dance                       | [ 5 ]     |
| 7 février    | Kelly Clarkson                    | My Life Would Suck Without You   | [ 6 ]     |
| 14 février   | Kelly Clarkson                    | My Life Would Suck Without You   | [ 7 ]     |
| 21 février   | Eminem , Dr. Dre & 50 Cent        | Crack a Bottle                   | [ 8 ]     |
| 28 février   | Flo Rida                          | Right Round                      | [ 9 ]     |
| 7 mars       | Flo Rida                          | Right Round                      | [ 10 ]    |
| 14 mars      | Flo Rida                          | Right Round                      | [ 11 ]    |
| 21 mars      | Flo Rida                          | Right Round                      | [ 12 ]    |
| 28 mars      | Flo Rida                          | Right Round                      | [ 13 ]    |
| 4 avril      | Flo Rida                          | Right Round                      | [ 14 ]    |
| 11 avril     | Lady Gaga                         | Poker Face                       | [ 15 ]    |
| 18 avril     | The Black Eyed Peas               | Boom Boom Pow                    | [ 16 ]    |
| 25 avril     | The Black Eyed Peas               | Boom Boom Pow                    | [ 17 ]    |
| 2 mai        | The Black Eyed Peas               | Boom Boom Pow                    | [ 18 ]    |
| 9 mai        | The Black Eyed Peas               | Boom Boom Pow                    | [ 19 ]    |
| 16 mai       | The Black Eyed Peas               | Boom Boom Pow                    | [ 20 ]    |
| 23 mai       | The Black Eyed Peas               | Boom Boom Pow                    | [ 21 ]    |
| 30 mai       | The Black Eyed Peas               | Boom Boom Pow                    | [ 22 ]    |
| 6 juin       | The Black Eyed Peas               | Boom Boom Pow                    | [ 23 ]    |
| 13 juin      | The Black Eyed Peas               | Boom Boom Pow                    | [ 24 ]    |
| 20 juin      | The Black Eyed Peas               | Boom Boom Pow                    | [ 25 ]    |
| 27 juin      | The Black Eyed Peas               | Boom Boom Pow                    | [ 26 ]    |
| 4 juillet    | The Black Eyed Peas               | Boom Boom Pow                    | [ 27 ]    |
| 11 juillet   | The Black Eyed Peas               | I Gotta Feeling                  | [ 28 ]    |
| 18 juillet   | The Black Eyed Peas               | I Gotta Feeling                  | [ 29 ]    |
| 25 juillet   | The Black Eyed Peas               | I Gotta Feeling                  | [ 30 ]    |
| 1er août     | The Black Eyed Peas               | I Gotta Feeling                  | [ 31 ]    |
| 8 août       | The Black Eyed Peas               | I Gotta Feeling                  | [ 32 ]    |
| 15 août      | The Black Eyed Peas               | I Gotta Feeling                  | [ 33 ]    |
| 22 août      | The Black Eyed Peas               | I Gotta Feeling                  | [ 34 ]    |
| 29 août      | The Black Eyed Peas               | I Gotta Feeling                  | [ 35 ]    |
| 5 septembre  | The Black Eyed Peas               | I Gotta Feeling                  | [ 36 ]    |
| 12 septembre | The Black Eyed Peas               | I Gotta Feeling                  | [ 37 ]    |
| 19 septembre | The Black Eyed Peas               | I Gotta Feeling                  | [ 38 ]    |
| 26 septembre | The Black Eyed Peas               | I Gotta Feeling                  | [ 39 ]    |
| 3 octobre    | The Black Eyed Peas               | I Gotta Feeling                  | [ 40 ]    |
| 10 octobre   | The Black Eyed Peas               | I Gotta Feeling                  | [ 41 ]    |
| 17 octobre   | Jay Sean featuring Lil Wayne      | Down                             | [ 42 ]    |
| 24 octobre   | Britney Spears                    | 3                                | [ 43 ]    |
| 31 octobre   | Jay Sean featuring Lil Wayne      | Down                             | [ 44 ]    |
| 7 novembre   | Owl City                          | Fireflies                        | [ 45 ]    |
| 14 novembre  | Jason Derulo                      | Whatcha Say                      | [ 46 ]    |
| 21 novembre  | Owl City                          | Fireflies                        | [ 47 ]    |
| 28 novembre  | Jay-Z featuring Alicia Keys       | Empire State of Mind             | [ 48 ]    |
| 5 décembre   | Jay-Z featuring Alicia Keys       | Empire State of Mind             | [ 49 ]    |
| 12 décembre  | Jay-Z featuring Alicia Keys       | Empire State of Mind             | [ 50 ]    |
| 19 décembre  | Jay-Z featuring Alicia Keys       | Empire State of Mind             | [ 51 ]    |
| 26 décembre  | Jay-Z featuring Alicia Keys       | Empire State of Mind             | [ 52 ]    |